# Сем Алардајс
Самјуел Алардајс (енгл. Samuel Allardyce; Дадли, 19. октобар 1954), познатији као Сем Алардајс или Биг Сем, енглески је фудбалски тренер и бивши фудбалер. Тренутно је без ангажмана.

## Статистика тренерске каријере
Ажурирано 18. новембра 2023.
| Клуб                                 | Од                  | До                  | Статистика | Статистика | Статистика | Статистика | Статистика | Реф.        |
| Клуб                                 | Од                  | До                  | ОУ         | П          | Н          | И          | П %        | Реф.        |
| ------------------------------------ | ------------------- | ------------------- | ---------- | ---------- | ---------- | ---------- | ---------- | ----------- |
| Лимерик (играч и тренер)             | 1991.               | 1992.               | 27         | 14         | 10         | 3          | 051,9      | [ 3 ] [ 4 ] |
| Престон норт енд (привремени тренер) | 30. септембар 1992. | 30. новембар 1992.  | 12         | 3          | 4          | 5          | 025,0      | [ 5 ] [ 6 ] |
| Блекпул                              | 19. јул 1994.       | 29. мај 1996.       | 102        | 44         | 23         | 35         | 043,1      | [ 7 ]       |
| Нотс каунти                          | 16. јануар 1997.    | 14. октобар 1999.   | 145        | 56         | 39         | 50         | 038,6      | [ 7 ]       |
| Болтон вондерерс                     | 19. октобар 1999.   | 29. април 2007.     | 371        | 153        | 104        | 114        | 041,2      | [ 7 ]       |
| Њукасл јунајтед                      | 15. мај 2007.       | 9. јануар 2008.     | 24         | 8          | 6          | 10         | 033,3      | [ 7 ]       |
| Блекбурн роверс                      | 17. децембар 2008.  | 13. децембар 2010.  | 90         | 32         | 24         | 34         | 035,6      | [ 7 ]       |
| Вест Хем јунајтед                    | 1. јун 2011.        | 24. мај 2015.       | 181        | 68         | 46         | 67         | 037,6      | [ 7 ]       |
| Сандерленд                           | 9. октобар 2015.    | 22. јул 2016.       | 31         | 9          | 9          | 13         | 029,0      | [ 7 ]       |
| Енглеска                             | 22. јул 2016.       | 27. септембар 2016. | 1          | 1          | 0          | 0          | 100,0      | [ 7 ]       |
| Кристал палас                        | 23. децембар 2016.  | 23. мај 2017.       | 24         | 9          | 3          | 12         | 037,5      | [ 7 ]       |
| Евертон                              | 30. новембар 2017.  | 16. мај 2018.       | 26         | 10         | 7          | 9          | 038,5      | [ 7 ]       |
| Вест Бромич албион                   | 16. децембар 2020.  | 30. јун 2021.       | 26         | 4          | 8          | 14         | 015,4      |             |
| Лидс јунајтед                        | 3. мај 2023.        | 2. јун 2023.        | 4          | 0          | 1          | 3          | 000,0      | [ 7 ]       |
| Укупно                               | Укупно              | Укупно              | 1.064      | 411        | 284        | 369        | 038,6      | —           |

## Успеси

### Као играч
Болтон вондерерс
- Друга дивизија Фудбалске лиге: 1977/78.[8]

Престон норт енд
- Промоција у Четврту дивизиију Фудбалске лиге: 1986/87.[9]

Индивидуални
- Најбољи тим године у извору Професионалне фудбалске асоцијације: Четврта дивизија 1986/87.[10]

### Као тренер
Лимерик
- Прва дивизија Ирске: 1991/92.[11]

Нотс каунти
- Трећа дивизија Фудбалске лиге: 1997/98.[12]

Болтон вондерерс
- Плеј-оф Прве дивизија за улазак у Премијер лигу: 2001.[12]

Вест Хем јунајтед
- Плеј-оф Чемпионшипа за улазак у Премијер лигу: 2012.[13]

Индивидуални
- Најбољи тренер месеца у Првој дивизији Фудбалске лиге: јануар 2001.[14]
- Најбољи тренер месеца у Премијер лиги: август 2001, новембар 2003, јануар 2004, децембар 2006, фебруар 2014, октобар 2014.[15]